# Fibratecno
Fibratecno Indústria e Comércio de Artefatos de Fibra de Vidro war ein brasilianischer Hersteller von Automobilen.

## Unternehmensgeschichte
Das Unternehmen aus Rio de Janeiro stellte in der ersten Hälfte der 1980er Jahre Automobile her. Der Markenname lautete Status.

## Fahrzeuge
Das einzige Modell war ein VW-Buggy. Wie viele seiner Art, basierte er auf einem Fahrgestell von Volkswagen do Brasil. Die offene Karosserie bestand aus Fiberglas. Hinter den vorderen Sitzen war eine Überrollvorrichtung. Die Scheinwerfer waren rechteckig. Ein luftgekühlter Vierzylinder-Boxermotor war im Heck montiert und trieb die Hinterräder an.
Das Modell war damals einer der billigsten Buggies auf dem brasilianischen Markt.